# Ritratto di gentildonna nelle vesti di Lucrezia
Il Ritratto di gentildonna nelle vesti di Lucrezia è un dipinto a olio su tela (95,9x110,5 cm) di Lorenzo Lotto, databile al 1533 circa e conservato nella National Gallery di Londra.

## Storia
Le più antiche notizie sull'opera risalgono alla fine del Settecento, quando si trovava nella collezione Pesaro a Venezia, con attribuzione a Giorgione. Tra le varie ipotesi di identificazione c'è quella con Lucrezia Valier, sposa nel 1533 a un componente della famiglia Pesaro.

## Descrizione e stile
Lo schema compositivo è ripreso dal ritratto di Andrea Odoni, con la protagonista in una stanza, vicina a un tavolo e circondata da oggetti simbolici. In mano tiene un disegno (una stampa) dell'eroina romana Lucrezia, che indica con l'altra mano, mentre lo sguardo è rivolto direttamente verso lo spettatore. Anche l'iscrizione sul foglio sopra il tavolo sottolinea il valore morale della vicenda storica: "Nec ulla impudica Lucretiae exemplo vivet" ("Seguendo l'esempio di Lucrezia, nessuna donna vivrà nel disonore"). La nobildonna sembra quindi dichiarare la propria castità e le virtù coniugali, alle quali allude il mazzolino di violacciocche sul tavolo. La posa è artificiosa e, con uno sbilanciamento, si assesta in profondità lungo una diagonale, che amplifica il senso spaziale.
La sontuosa veste e i gioielli ricordano l'alto status sociale della donna; l'acconciatura, con la cuffia a ciambella e i riccioli e nastri ricamati, era tipica delle donne maritate. L'ampia scollatura offre il petto proprio come l'eroina romana, che si suicidò con un pugnale per non dover sopportare l'onta della violenza sessuale subita.